# Hans Wolfgang Capler von Oedheim genannt Bautz

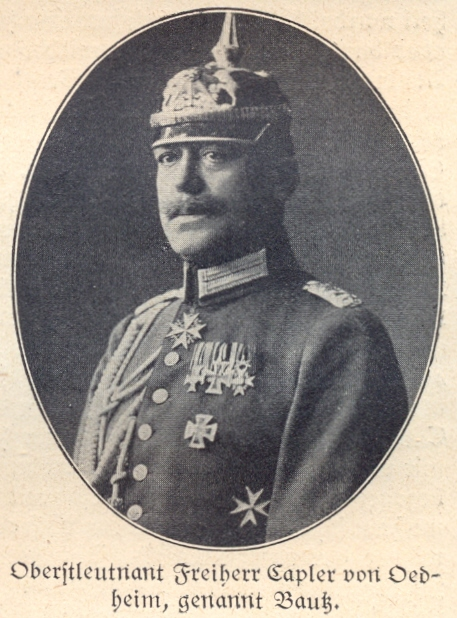
Hans Wolfgang Capler von Oedheim genannt Bautz

Hans Wolfgang Capler von Oedheim genannt Bautz (* 24. November 1870 in Kochendorf; † 2. Mai 1917 in Stuttgart) war ein württembergischer Offizier, Flügeladjutant von König Wilhelm II. von Württemberg und Rechtsritter des Johanniterordens.

## Leben
Hans Wolfgang war Sohn des Freiherrn Heinrich Capler von Oedheim genannt Bautz (1835–1914) aus dessen erster Ehe mit Martha von Breuning (1846–1874). Er besuchte das Lyzeum in Cannstatt, wo die Familie ein Stadthaus besaß, anschließend das Stuttgarter Eberhard-Ludwigs-Gymnasium und trat 1889 in die württembergische Armee ein, wo er 1901 und 1903 Regimentsadjutant im Ulanen-Regiment „König Wilhelm I.“ Nr. 20, 1905 Rittmeister und persönlicher Adjutant von Herzog Ulrich und 1908 Eskadronchef im Dragonerregiment „König“ Nr. 26 war. 1908 erhielt er das Ritterkreuz II. Klasse des Friedrichs-Ordens verliehen, 1911 wurde er zum Major befördert und diensttuender Flügeladjutant König Wilhelms II. von Württemberg.
Im Ersten Weltkrieg nahm Capler 1914 an den Kämpfen bei Varennes und im Argonnenwald teil. Im Dezember 1914 wurde er Kommandeur des Dragoner-Regiments „Königin Olga“ Nr. 25, mit dem er an Kämpfen im Oberelsass, in Lothringen und in den Vogesen teilnahm. Im Februar 1915 wurde er mit dem Ritterkreuz des Ordens der Württembergischen Krone ausgezeichnet, im Juni 1915 zum Oberstleutnant befördert. 1916 erhielt er das Ritterkreuz des Militärverdienstordens sowie das Eiserne Kreuz I. Klasse.
Im Winter 1916/17 war Capler mit seinem Dragonerregiment in Rumänien. Beim Rückmarsch des Regiments nach Belgien erkrankte er und verstarb am 2. Mai 1917 an den Folgen jenes Leidens. Er wurde auf dem Friedhof in Oedheim begraben und erhielt ein markantes Grabmal mit Helm und Schwert, entworfen und ausgeführt von Albert Volk. Sein Halbbruder und letzter Vertreter des Freiherrengeschlechts, Dietrich Capler von Oedheim genannt Bautz, wurde 1967 an seiner Seite bestattet.